# Hartwig von Passow
Hartwig von Passow (Passau) (død 1. januar 1706) var en tysk officer i dansk tjeneste under den Store Nordiske Krig.
Von Passow hørte til en mecklenburgsk adelsslægt og havde stået i biskoppen af Münsters tjeneste som kommandant, oberstvagtmester og chef for Garden til fods. I 1683, da Christian 5. mobiliserede en stærk hær i Holsten i anledning af striden med Gottorp, blev von Passow dansk oberst, mod at han påtog sig at hverve et infanteriregiment. Dette blev dog 1685 opløst sammen med andre ved samme lejlighed oprettede regimenter, og til erstatning blev von Passow kommandant i Glückstadt. Som sådan stod han indtil 1690 – da han blev chef for Dronningens Livregiment, som han bl.a. førte under ekspeditionen mod Ratzeburg 1693 – og atter fra 1698 til sin død.
Under krigen i Holsten 1700 viste von Passow sig ret virksom for på bedste måde at sætte fæstningen i forsvarsstand mod et eventuelt angreb, som dog ikke blev til noget. Han var 1698 udnævnt til brigader, 1705 blev han generalmajor og inspektør over infanteriet i hertugdømmerne. Samme år i december fik han kommandoen over den troppestyrke, der sendtes til Eutin, hovedsædet i Bispedømmet Lübeck, for at tage dette i besiddelse i den danske prins Carls navn. Under angrebet på Eutin Slot, der forsvaredes af en gottorpsk besætning, blev von Passow såret og døde nytårsdag 1706.
Han var gift med Cathrine Elisabeth von der Lippe af huset Vinsebek fra Paderborn.